# کیتانوفوجی کاتسوکی
کیتانوفوجی کاتسوکی (به ژاپنی: 北の富士 勝昭) کُشتی‌گیر سوموی اهل هوکایدو در کشور ژاپن است که پنجاه‌ودومین کشتی‌گیر دارای رتبهٔ یوکوزونا محسوب می‌شود. وی در سال ۱۹۷۰ میلادی به این مرتبه ارتقا یافت و در سال ۱۹۷۴ میلادی بازنشست شد. کیتانوفوجی کاتسوکی توانست ۱۰ بار قهرمان (یوشو) مسابقات سومو شود.